# Jens Veggerby
Jens Veggerby, né le 20 octobre 1962 à Copenhague, est un coureur cycliste danois. Il s'est principalement illustré sur piste, avec notamment un titre de champion du monde de demi-fond en 1993. Il a également remporté 13 courses de six jours. Depuis sa retraite, il dirige une galerie d'art à Copenhague. En 2010, il a également été impliqué dans l'affaire It Factory. Une société qui devait sponsorisé Saxo Bank mais dont le PDG a été accusé d'évasion fiscale.

## Palmarès sur piste

### Championnats du monde
- Valence 1992
  -  Médaillé d'argent du demi-fond
- Hamar 1993[2]
  -  Champion du monde de demi-fond
- Manchester 1996
  - 7e de l'américaine

### Six jours
- 1990 : Copenhague (avec Danny Clark)
- 1991 : Copenhague (avec Danny Clark)
- 1992 : Anvers (avec Stan Tourné), Gand (avec Etienne De Wilde)
- 1993 : Copenhague (avec Rolf Sørensen)
- 1994 : Anvers, Stuttgart (avec Etienne De Wilde)
- 1995 : Herning (avec Jimmi Madsen)
- 1996 : Stuttgart (avec Jimmi Madsen)
- 1997 : Copenhague, Herning (avec Jimmi Madsen), Berlin (avec Olaf Ludwig)
- 1998 : Brême (avec Jimmi Madsen)

### Championnats d'Europe
- 1990
  -  Champion d'Europe de l'américaine (avec Pierangelo Bincoletto)
- 1996
  -  Champion d'Europe de l'américaine (avec Jimmi Madsen)
- 1997
  -  Champion d'Europe de l'américaine (avec Jimmi Madsen)

### Championnats des Pays nordiques
- 1996
  - Champion des Pays nordiques de poursuite par équipes (avec Jakob Piil, Michael Sandstød et Tayeb Braikia)

### Championnats du Danemark
- 1979
  -  Champion du Danemark de poursuite par équipes juniors (avec Dan Frost, Torben Andersen et Johnny W. Hansen)
- 1996
  -  Champion du Danemark de l'américaine (avec Jimmi Madsen)

## Palmarès sur route

### Palmarès amateur
- 1980
  - Champion des Pays nordiques du contre-la-montre par équipes juniors (avec René Andersen, Johnny Hansen et Vagn Scharling)
  -  Médaillé de bronze au championnat du monde du contre-la-montre par équipes juniors
- 1982
  - 2e étape du Tour de Suède
- 1983
  - Bologna-Passo della Raticosa
  - Cronoscalata della Futa
  - Gran Premio Ezio Del Rosso
  - 2e du championnat du Danemark sur route

### Palmarès professionnel
- 1985
  - 3e du Tour de Toscane
- 1986
  - 3e du Tour des Apennins
- 1988
  - 5e et 8e étapes du United Texas Tour
  - 3e du United Texas Tour
- 1989
  - 2e étape du Tour de Romandie

### Résultats sur les grands tours

#### Tour de France
2 participations
- 1988 : 113e
- 1989 : hors-délais (10e étape)

#### Tour d'Italie
5 participations
- 1984 : 40e
- 1985 : 40e
- 1986 : 27e
- 1988 : abandon (12e étape)
- 1989 : non-partant (16e étape)